# Otto Wilhelm Madelung

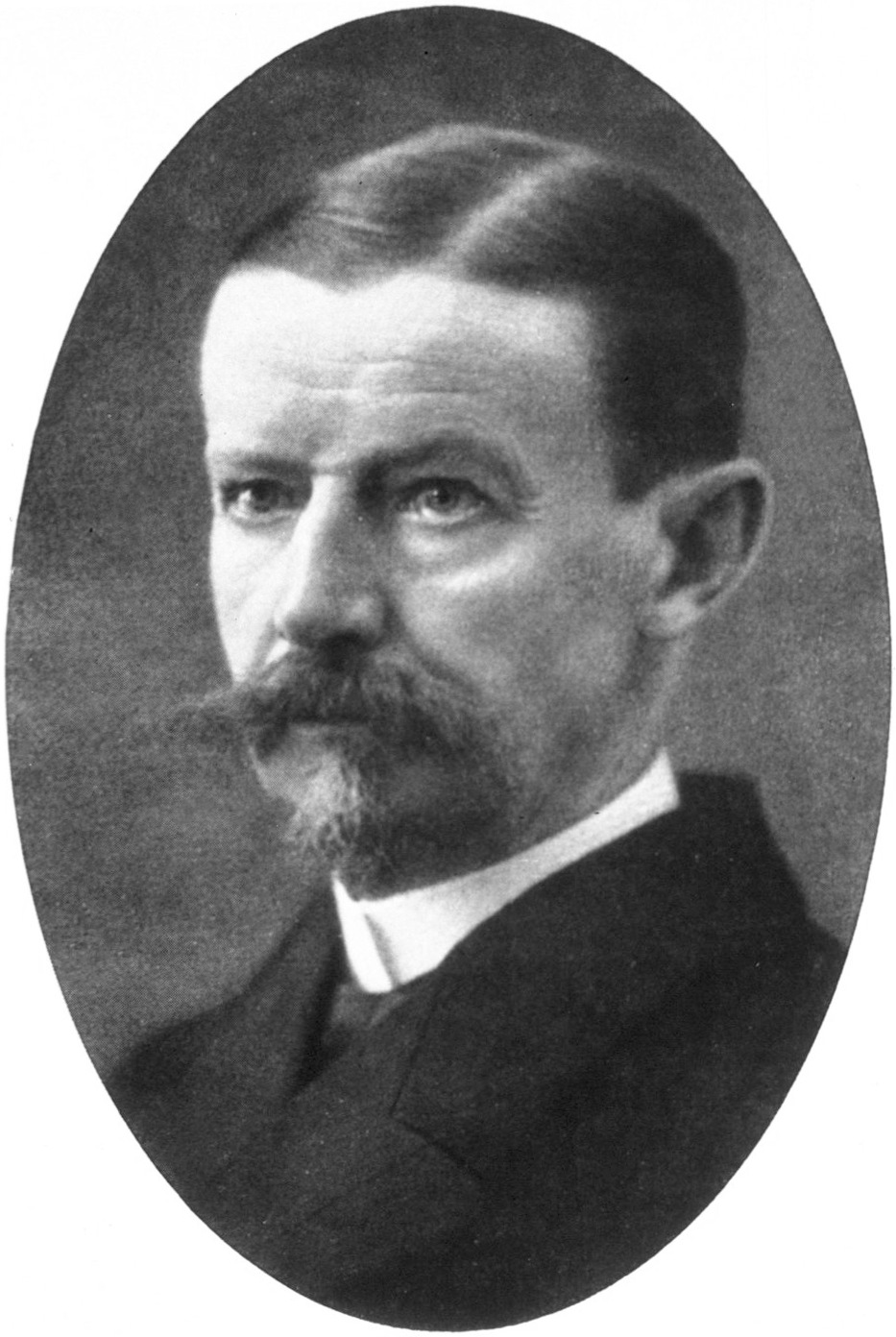
Otto Wilhelm Madelung, vor 1890

Otto Wilhelm Madelung (* 15. Mai 1846 in Gotha; † 22. Juli 1926 in Göttingen) war ein deutscher Chirurg und Hochschullehrer aus der Familie Madelung.

## Leben

### Familie
Otto Wilhelm Madelungs vermögende Eltern waren Moritz Madelung (1802–1877) und seine Frau Eleonore geborene Perthes. Seine Großväter waren der Bankier Wilhelm Madelung und Friedrich Christoph Perthes. Otto Wilhelm Madelung war seit 1876 mit Hedwig Auguste Madelung geb. König (1857–1898) verheiratet. Kinder aus dieser Ehe waren der Chemiker Walter Madelung (1879–1963), der Physiker Erwin Madelung (1881–1972) und der Flugzeugingenieur Georg Hans Madelung (1889–1972). Am 12. Juni 1899 heiratete er in Philadelphia Ottilie Franziska Keller. Seine Tochter Auguste Elenora "Tussa" aus dieser Ehe heiratete den Physiker Robert Wichard Pohl. Obwohl Pohl 50 Jahre nach Otto Wilhelm Madelung starb, ruht er im selben Grab auf dem Stadtfriedhof Göttingen.

### Laufbahn
Madelung wuchs in Gotha auf. Er studierte ab 1865 an der Rheinischen Friedrich-Wilhelms-Universität Bonn Medizin und wurde 1865 Mitglied der Burschenschaft Alemannia Bonn. Als Inaktiver wechselte er an die Friedrich-Wilhelms-Universität zu Berlin und die Eberhard Karls Universität Tübingen. In Tübingen wurde er 1869 zum Dr. med. promoviert. Während seines Studiums praktizierte er an der Heilanstalt in Siegburg und im Reservelazarett in Diez.
Ab 1871 war er Assistenzarzt bei Wilhelm Busch in der Bonner Chirurgie. Er habilitierte sich 1873 und arbeitete dann unter Georg Eduard Rindfleisch weiter. Von 1874 bis 1879 war er in England und in den Vereinigten Staaten tätig. Nach Bonn zurückgekehrt, wurde er 1881 zum a.o. Professor ernannt. Die Universität Rostock berief ihn 1882 als o. Professor und Direktor der Chirurgischen Klinik. 1894 wechselte er als Nachfolger von Albert Lücke an die Kaiser-Wilhelms-Universität Straßburg.
Als Lehrstuhlinhaber der Straßburger Universität wäre er bei Beginn des Ersten Weltkriegs 1914 als Beratender Chirurg des 15. Armeekorps vorgesehen gewesen. Aufgrund Madelungs hohen Alters wurde an seiner Stelle der Kriegsfreiwillige und Chirurg Ferdinand Sauerbruch aus Zürich als Oberstabsarzt für diesen Posten rekrutiert.

## Namensgeber
- Madelung-Deformität des Unterarms
- Lipomatose = Morbus Madelung, Fetthals

## Veröffentlichungen (Auswahl)

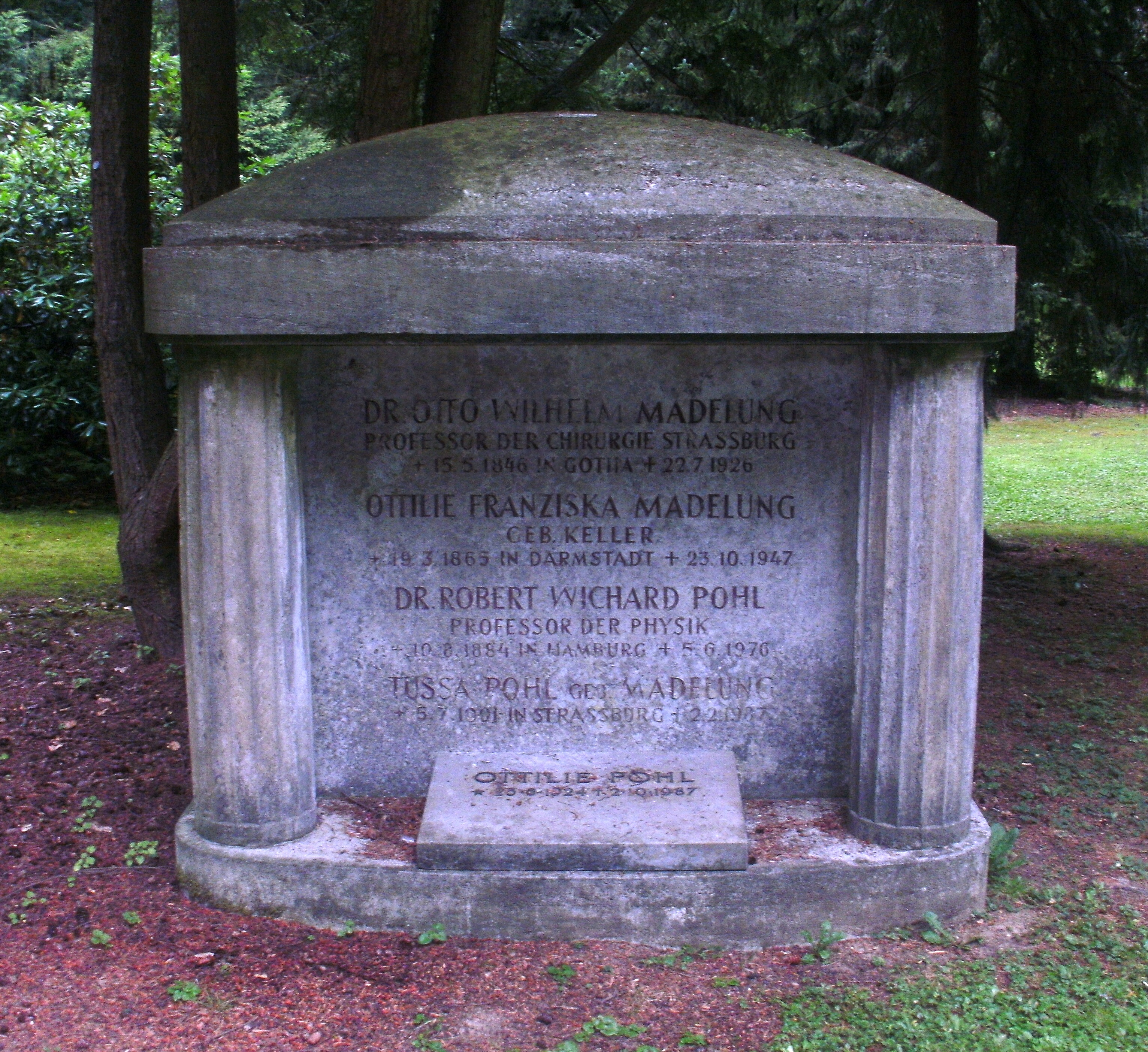
Grab von Madelung und Pohl auf dem Stadtfriedhof Göttingen

- Über zirkuläre Darmnaht und Darmresektion. In: Archiv für klinische Chirurgie. Band 27, 1882, S. 277 ff.
- Über eine Modifikation der Kolotomie wegen Carcinoma recti. In: Verhandlungen der Deutschen Gesellschaft für Chirurgie. Band 1, 1884, S. 118 ff.
- Beiträge Mecklenburgischer Ärzte zur Lehre von der Echinococcen-Krankheit. Enke, Stuttgart 1885.
- Die spontane Subluxation der Hand nach vorne. In: Verhandlungen der Deutschen Gesellschaft für Chirurgie. Band 7. A. Hirschwald, Berlin 1878, S. 259–276.